# Каргасокское сельское поселение
Каргасо́кское се́льское поселе́ние — муниципальное образование (сельское поселение) в Каргасокском районе Томской области, Россия. В состав поселения входят 10 населённых пунктов. Административный центр поселения — село Каргасок.
Первый населённый пункт на территории поселения — село Каргасок — был основан в 1640 г.

## География
Поселение располагается на берегу реки Оби, в центре Каргасокского района. Площадь — 1200,65 км².

## Население
| 2002    | 2008    | 2009    | 2010    | 2012    | 2013    | 2014    |
| ------- | ------- | ------- | ------- | ------- | ------- | ------- |
| 11 170  | ↗11 602 | ↘11 399 | ↗12 021 | ↘11 739 | ↘11 525 | ↘11 360 |
| 2015    | 2016    | 2017    | 2018    | 2019    | 2020    | 2021    |
| ↘11 161 | ↘11 031 | ↘10 959 | ↘10 827 | ↘10 580 | ↘10 523 | ↗10 995 |

## Населённые пункты и власть
| Населённый пункт   | Население (01.01.2022) |
| ------------------ | ---------------------- |
| с. Каргасок        | 6792                   |
| пос. Геологический | 1359                   |
| пос. Нефтяников    | 863                    |
| с. Павлово         | 559                    |
| д. Пашня           | 182                    |
| пос. 5 километр    | 252                    |
| с. Бондарка        | 174                    |
| д. Лозунга         | 192                    |

Сельским поселением управляют глава поселения и Совет. Глава сельского поселения — Барышев Денис Евгеньевич.

## Экономика
Основу местной экономики составляют сельское хозяйство и розничная торговля. Возрождается производство и заготовка древесины.

## Образование и культура
На территории поселения работают: центральная районная больница, 5 фельдшерско-акушерских пунктов, 6 библиотек, 4 дома культуры, Музей искусств народов Севера, две общеобразовательных школы, основная школа, 6 детских садов, детская школа искусств и детская спортивная школа.